# ملكة جمال الدولية 2005
ملكة جمال الدولية 2005، هي نسخة مسابقة ملكة جمال الدولية الخامسة والأربعون في تاريخ مسابقة ملكة جمال الدولية منذ انطلاقتها عام 1960، عقدت المسابقة في 26 سبتمبر 2005 في قاعة كوسينينكين في طوكيو، اليابان. تنافست في هذه المسابقة 52 متسابقة من جميع أنحاء العالم على التاج. في نهاية الحدث توجت لارا كويغامان من الفلبين من قبل ملكة جمال السابقة جيمي فارغاس من كولومبيا لتكون خليفتها ملكة جمال الدولية الجديدة. أصبحت رابعة فلبينية تفوز بالمسابقة.

## النتائج

### المراكز النهائية
| النتائج النهائية       | المتنافسة |
| ---------------------- | --- |
| ملكة جمال الدولية 2005 | - الفلبين - بريسيوس لارا كويغامان |
| الوصيفة الأولى         | - جمهورية الدومينيكان - ياديرا جيرا كوري |
| الوصيفة الثانية        | - فنلندا - سوزانا لين |
| أفضل 12                | - البرازيل - أريان كولومبو - كولومبيا - ديانا أربيليز - فرنسا - سينثيا تيفير - اليابان - نعومي إيشيزاكا - بيرو - فانيسا لوبيز فيرا - صربيا والجبل الأسود - سانجا ميلجانيك - تركيا - سيبنيم اسيد - أوكرانيا - ماريا زيوكوفا - فنزويلا - أندريا غوميز |

## الروابط الخارجية
- موقع ملكة جمال الدولية الرسمي